# 矢原堰

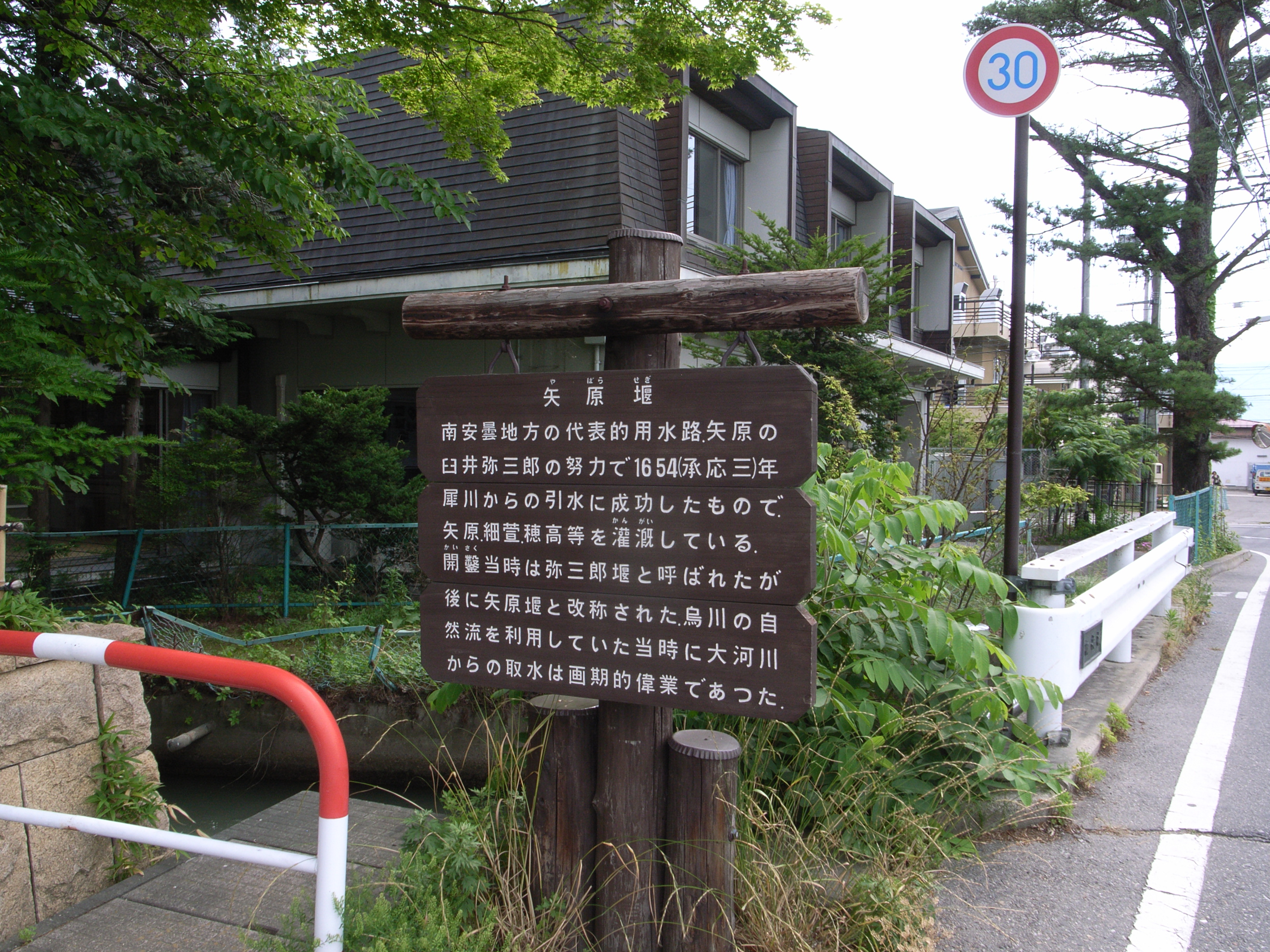
矢原堰の案内板

矢原堰（やばらせぎ）は、安曇野を流れる灌漑用に作られた用水路（堰）である。犀川（安曇野市豊科高家熊倉北部）から取水し、北流し、安曇野市穂高の穂高神社付近にて東に向かって流れ欠の川に注がれる。主に矢原・白金・等々力・穂高町・等々力町の水田地域を灌漑している。
安曇野を流れる横堰で最初に開削された堰である。

## 歴史
- 1654年（承応3年） - 3月、信濃国安曇郡矢原村の名主・臼井弥三郎（1621年 - 1690年）が矢原堰を開削[1]。
- 1978年（昭和53年） - 全水路改修工事完工。
- 1988年（昭和63年） - 豊科インターチェンジができたため、堰筋が一部変更となる。
- 1999年（平成11年） - 6月、万水川に架かる眼鏡橋が豪雨で流される。現在はコンクリート橋になっている。

## 特徴
- 全長8.3km。灌漑面積440ha。
- 矢原堰は、標高545mの等高線に沿って流れる横堰である。
- 開削当時は、弥三郎堰と呼ばれていた。
- 万水川を通水橋で渡る。
- 熊倉の取水口付近に、水神様や記念碑が立っている。
- 穂高神社付近で分水する。余水を東へ流し欠ノ川へ流し、もう一方は街中を通って穂高川に注がれる。